# Sphaerodoropsis sexantennella
Sphaerodoropsis sexantennella är en ringmaskart som beskrevs av Kudenov 1993. Sphaerodoropsis sexantennella ingår i släktet Sphaerodoropsis och familjen Sphaerodoridae. Inga underarter finns listade i Catalogue of Life.